# XnGine
 (octobre 2019).
Si vous disposez d'ouvrages ou d'articles de référence ou si vous connaissez des sites web de qualité traitant du thème abordé ici, merci de compléter l'article en donnant les références utiles à sa vérifiabilité et en les liant à la section « Notes et références ».
Le XnGine est un moteur graphique appartenant à Bethesda Softworks.
Il s'agit de l'un des premiers véritables moteurs 3D. En 1997, il est amélioré pour supporter les hautes-résolutions, et, à partir de 1998, il est compatible avec les cartes graphiques 3dfx.
XnGine a été utilisé pour un certain nombre de jeux vidéo, dont :
- The Terminator : Future Shock (1996)
- The Terminator : SkyNET (1996)
- TES 2: Daggerfall (1996)
- X-Car (1997)
- TES Legend: Battlespire (1997)
- TES Adventures: Redguard (1998)
- NIRA Intense Import Drag Racing (1999)

À noter que dans un premier temps, TES 3: Morrowind devait utiliser le XnGine. NetImmerse lui a finalement été préféré en cours de route.